# Feina per Llubí
Feina per Llubí és un partit polític d'esquerres d'àmbit municipal fundat l'any 2015 per Julia González Bordas i Miquel Perelló Gelabert a Llubí. A les eleccions municipals de maig de 2015 va obtenir 158 vots i un regidor. Entre 2015 i 2023 ha format part del consistori del mateix poble amb la regidoria de Fires, Festes, Participació i Dinamització, a la qual es va afegir la regidoria d'Igualtat durant la segona legislatura. Entre altres fites, es va sumar amb PI i amb MES a la defensa del dret d'autodeterminació dels pobles durant el ple del 26 de setembre de 2017. A les eleccions municipals de 2019 va obtenir 194 vots, cosa que li va permetre de passar per davant el Partit Popular de les Illes Balears i duplicar regidors.